# Накамура, Котаро
Котаро Накамура (яп. 中村 孝太郎, 28 августа 1881, префектура Исикава — 29 августа 1947) — генерал Императорской армии Японии, в 1937 году короткое время занимавший пост министра армии.

## Биография
Накамура был родом из префектуры Исикава. Он получил образование в военных подготовительных школах, и окончил Военную академию Императорской армии Японии в 1901 году, а Высшую военную академию Императорской армии Японии — в 1909 году, где вместе с ним учились Хисаити Тэраути и Ёсидзиро Умэдзу.
Накамура служил на различных административных и штабных должностях в Генеральном штабе Императорской армии Японии в течение почти всей своей карьеры. Он был направлен в качестве военного атташе в Швеции в 1920—1921 годах.
После получения звания подполковника Накамура был назначен командующим 67-го пехотного полка из в 1922—1923 годах. Он вернулся в Генеральный штаб в 1923—1927 годах. В 1927 году Накамура получил звание генерал-майора и командовал 39-й пехотной бригадой. В 1929—1930 годах он был начальником штаба Корейской армии.
Накамура служил начальником Бюро персонала в Генеральном штабе в 1930—1932 годах. В 1932 году был назначен командующим Гарнизонной армии в Китае, а вскоре после этого был произведён в генерал-лейтенанты. В 1934 году Накамура стал командиром 8-й армии. Он был отозван в Токио в декабре 1935 года в качестве заместителя Главной инспекции боевой подготовки.
2—9 февраля 1937 года Накамура был министром армии. После этого Накамура был назначен командиром Восточной армии, и был произведен в генералы в 1938 году. Затем Накамура стал командиром Корейской армии в 1938—1941 годах.
С 1941 года и вплоть до своей отставки в связи с плохим состоянием здоровья в 1943 году, Накамура не смог продолжить службу в качестве члена Высшего военного совета. Накамура умер 29 августа 1947 года, вскоре после окончания Второй мировой войны.